# Daniel Trenton
Daniel Trenton, född den 1 mars 1977 i Melbourne, är en australisk taekwondoutövare.
Han tog OS-silver i tungviktsklassen i samband med de olympiska taekwondo-turneringarna 2000 i Sydney.